# Platja de Port Pelegrí
La platja de Port Pelegrí està situada a l'extrem sud del poble de Calella de Palafrugell (Baix Empordà), envoltada de penya-segats i de casetes de pescadors, o guarda bots, entre la platja de Sant Roc i la platgeta d'en Cosme.
Orientada al sud-est, limita al nord amb la punta de Burricaires, on hi ha un mirador, i al sud amb la casa Verdaguer, que havia estat els Banys d'en Caixa. Té 70 m de longitud i 24 m d'amplada de 24 metres, formada per sorra gruixuda i grava, amb una entrada a l'aigua una mica pronunciada, i el fons marí és de sorra els primers metres per després convertir-se en rocallós. S'hi accedeix per unes escalinates que surten del passeig marítim. A la part superior de la platja hi ha un restaurant, un bar i un centre de submarinisme.